# Buschdorf (Zechin)
Buschdorf ist ein Ort im Oderbruch und im Landkreis Märkisch-Oderland in Brandenburg und ein Ortsteil der Gemeinde Zechin. Die Gemeinde Zechin entstand am 31. Januar 1997 aus dem freiwilligen Zusammenschluss der drei bis dahin selbständigen Gemeinden Buschdorf, Friedrichsaue und Zechin.
Die Amtsgeschäfte werden seit 1992 gemeinsam mit den der Gemeinden Alt Tucheband, Golzow, Küstriner Vorland und Zechin durch das Amt Golzow getätigt.

## Geschichte
Buschdorf entstand 1926 aus den drei ehemaligen Spinnerdörfern namens Baiersberg, Gerickensberg und Lehmannshöfel; das Ortswappen verdeutlicht diesen Ursprung. Die drei kleinen Hufendörfer waren auf Vorschlag des Geheimen Finanzrates Franz Balthasar Schönberg von Brenkenhoff nach dem Ende des Siebenjährigen Krieges (1756–1763) in den Jahren 1764 und 1765 auf dem „Hohen Busch“ angelegt worden. Kolonisten wurden angeworben und angesiedelt, die als Wollspinner in Heimarbeit die Wollmanufakturen in Berlin mit gesponnener Wolle versorgen sollten. Die angeworbenen Familien erhielten ein wenig Land und eine Kuh, was knapp für die Eigenversorgung reichte, sollten aber vor allem für das Berliner Lagerhaus Wolle spinnen und im Sommer auf den Domänen Friedrichsaue und Wollup arbeiten. Als die Männer sich 1767 dem von ihnen unerwarteten Befehl zu Frondiensten und Abgaben widersetzten, wurden Soldaten aus Cüstrin zur Durchsetzung der Anordnung eingesetzt.
Deichbrüche und dadurch verursachte Überschwemmungen in den Jahren 1770, 1780, 1783 und 1785 verursachten in den Spinnerdörfern schwere Schäden. Nicht mehr in der Lage, die ihnen auferlegen Lasten zu tragen, verließen viele Familien die Dörfer. Diejenigen, die blieben, wandten sich zunehmend der Landwirtschaft zu, und die Wollspinnerei im Oderbruch endete 1805. Heute ist Buschdorf ein reiner Wohnort, dessen Struktur und Gliederung noch immer die geschichtliche Entwicklung nachempfinden lässt.

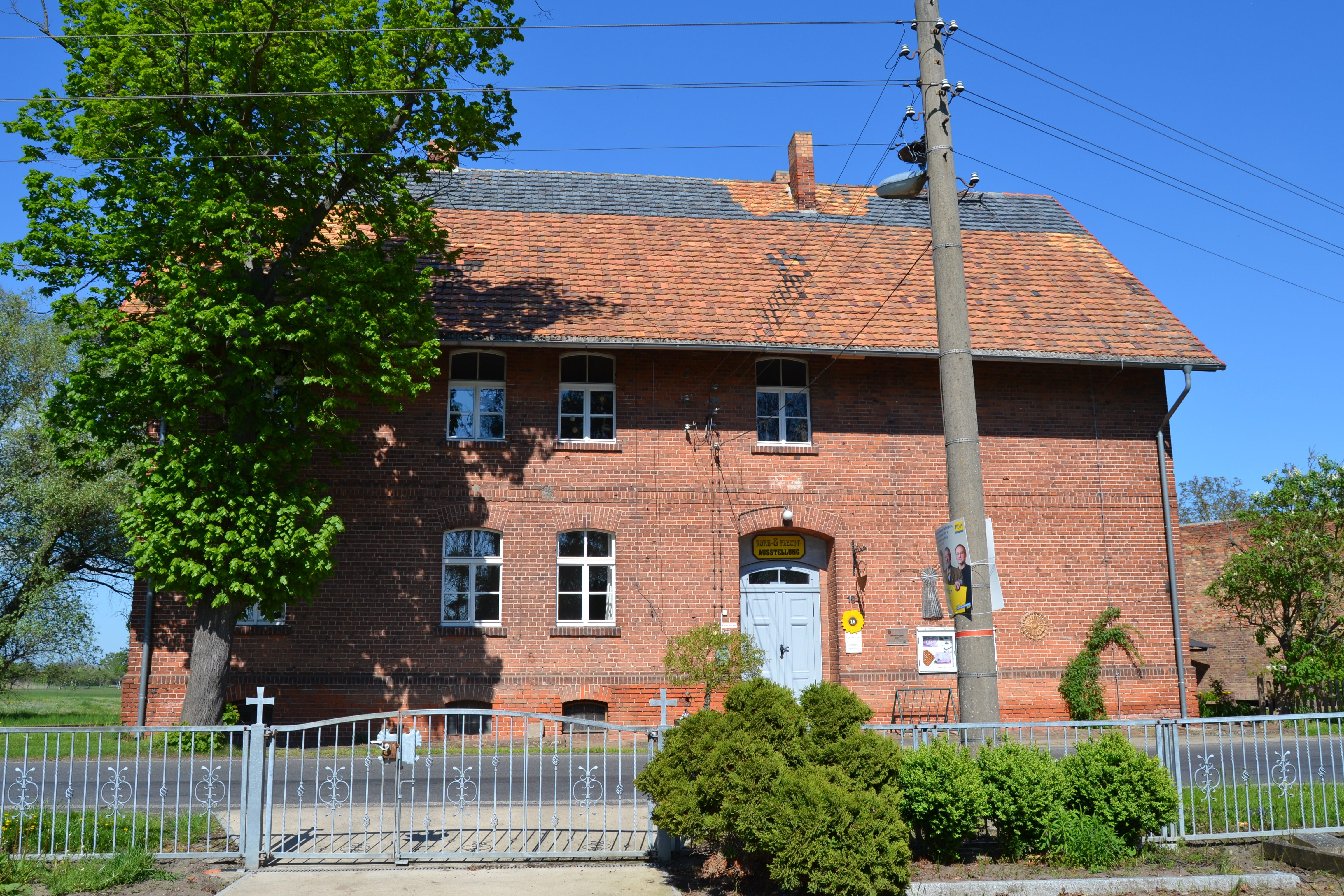
Alte Dorfschule, heute Korbmachermuseum

Die Dorfschule am westlichen Ortseingang von Lehmannshöfel wurde am 1. Dezember 1902 eingeweiht. Darin befanden sich zwei Klassenräume, eine Lehrerwohnung im Erdgeschoss und darüber die Wohnung des Hausmeisters. Nach dem Schuljahr 1965/66 wurde der Schulbetrieb eingestellt. Das denkmalgeschützte Haus wurde in der Folge verschiedentlich genutzt. Seit 2002 befindet sich darin ein Korbmachermuseum. Es wurde ursprünglich von einer der letzten, 2019 verstorbenen Korbmachermeisterinnen des Oderbruches eingerichtet und betrieben und wird heute vom Verein „Arbeitsinitiative Letschin e. V.“ weitergeführt.

### Einwohnerentwicklung
| Jahr          | 1933 | 1993 | 1996 | 2006 | 2022 |
| Einwohnerzahl | 467  | 144  | 146  | 138  | 125  |

## Politik

### Wappen
| Wappen von Buschdorf | Blasonierung: „In Rot ein goldenes Spinnrad und drei symmetrisch angeordnete goldene Spindeln.“ |
| Wappen von Buschdorf |                                                                                                 |

### Flagge
Die Flagge ist Rot – Weiß – Rot (1:2:1) gestreift und mittig mit dem Gemeindewappen belegt.

## Kultur und Sehenswürdigkeiten

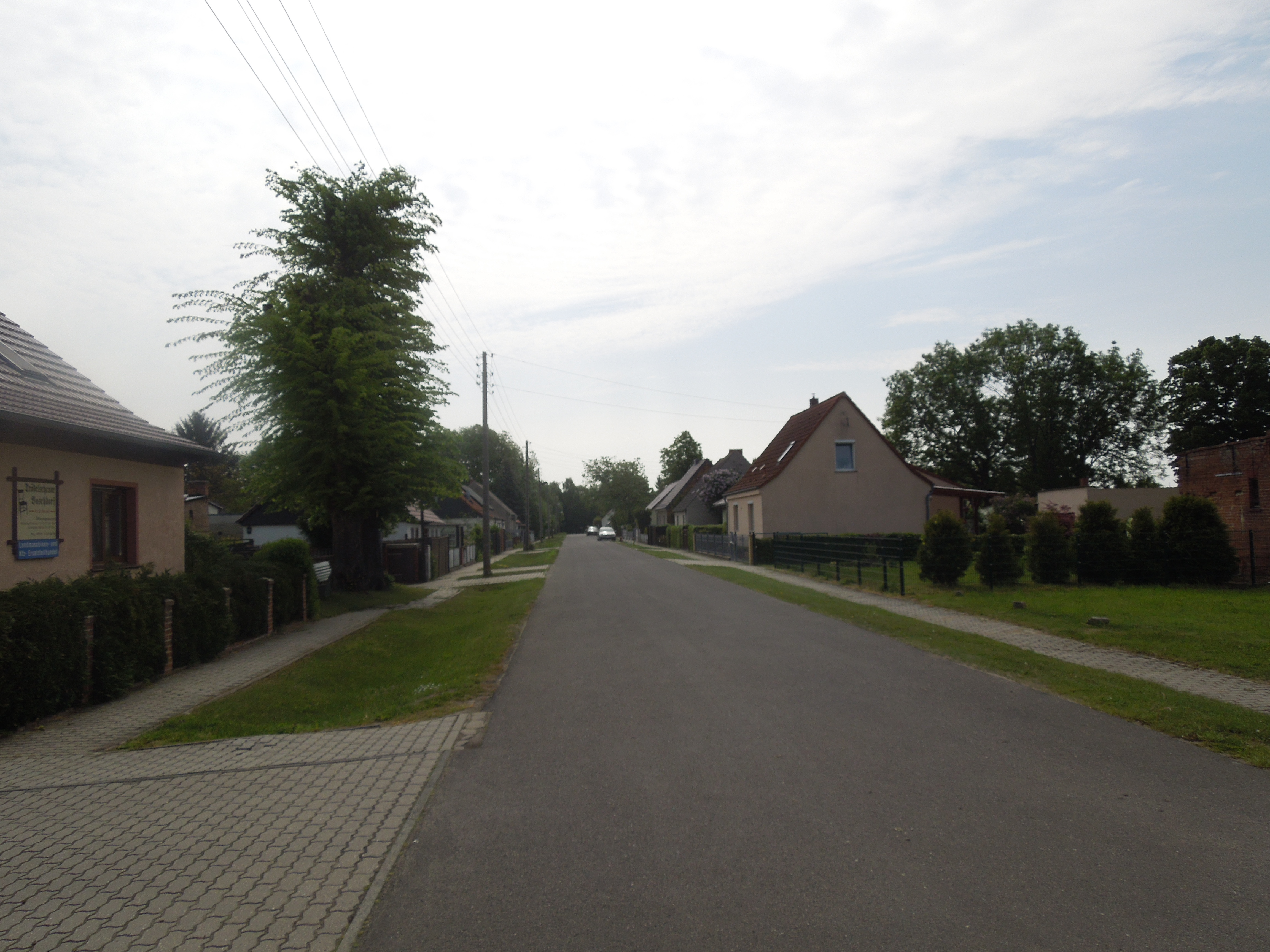
Gerickensberg

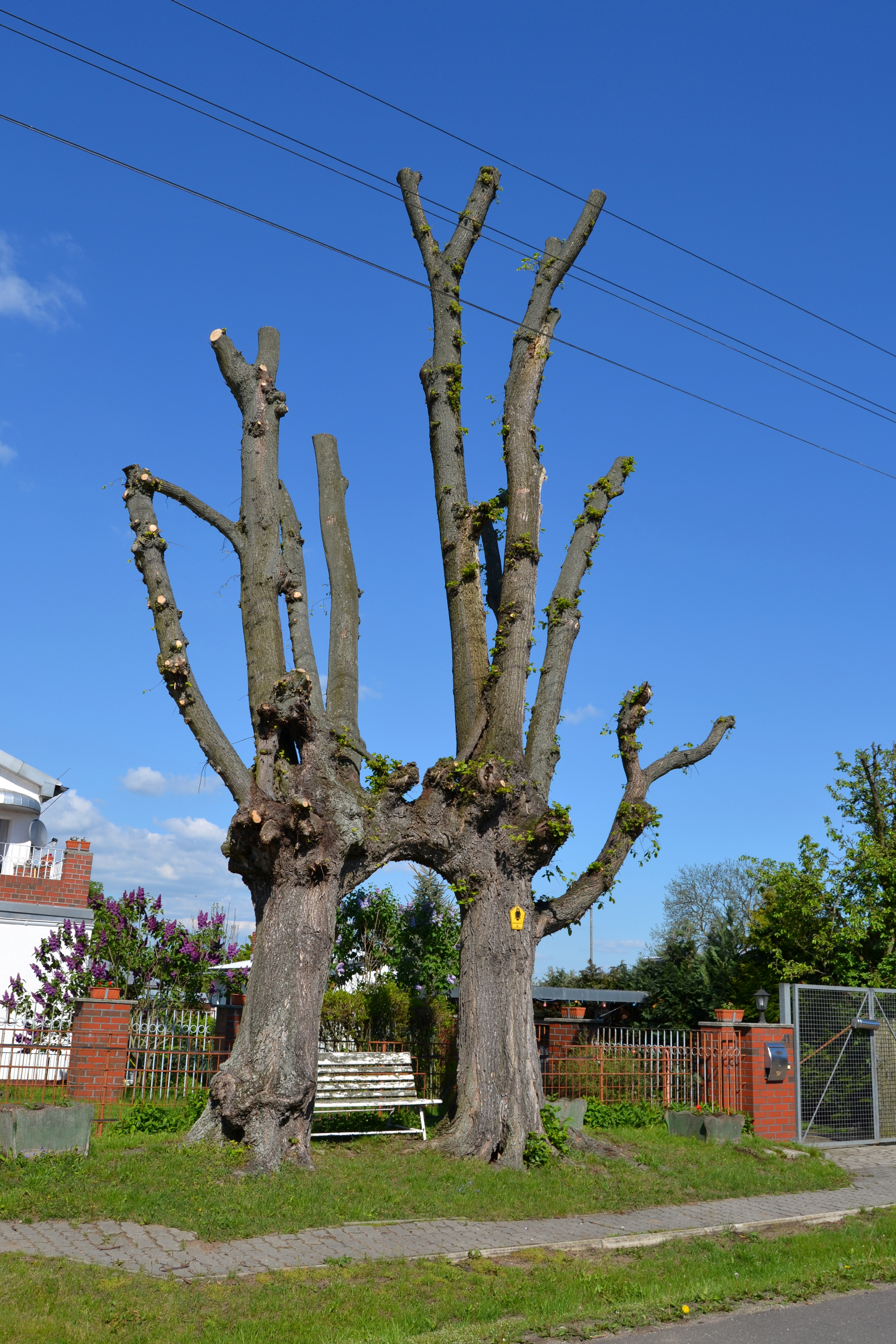
Die Torulmen in Buschdorf-Gerickensberg

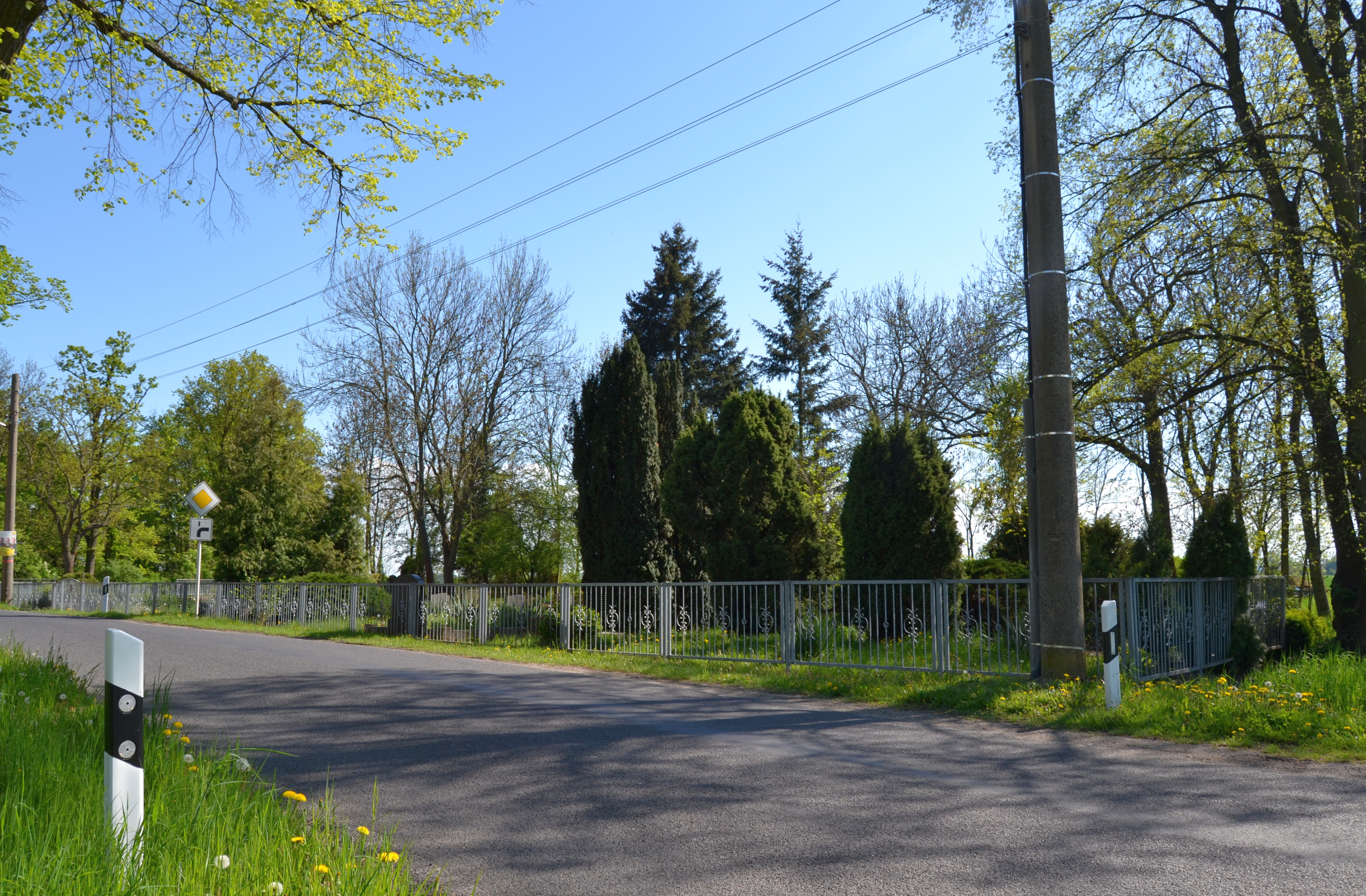
Blick auf den Friedhof gegenüber dem Schulgebäude

In der Liste der Baudenkmale in Zechin stehen die in der Denkmalliste des Landes Brandenburg eingetragenen Baudenkmale des Ortes:
- eine restaurierte alte Holzkirche, der zugehörige externe Glockenturm sowie die Reste der alten, zerstörten Dorfkirche[7]
- das alte Schulhaus samt Nebengebäude

Ein Naturdenkmal sind die Torulmen in Buschdorf-Gerickensberg.